# 萨图巴
萨图巴是巴西阿拉戈斯州的一个市镇。总面积42.56平方公里，总人口14021人，人口密度329.4人/平方公里。